# Подводные лодки типа «Armide»
Подводные лодки типа «L'Armide» — серия французских двухкорпусных дизель-электрических подводных лодок, строившихся на экспорт для ВМС Греции и Японии в 1910-х годах по проекту фирмы «Schneider-Laubeuf» конструктора Максима Лобефа. Лодки имели номера корпусов с литерами S D, обозначающими производителя Евгения Шнайдера. На верфях «Chantier Schneider et Cie» в Шалон-сюр-Соне и «Forges et Chantiers de la Gironde» в Бордо были заложены четыре лодки, три из которых были выкуплены французским правительством во время Первой мировой войны. Во французский флот они были зачислены как «Подводные лодки второго класса» (фр. Sous-marins de deuxième classe). Четвёртая лодка вошла в состав Императорского флота Японии летом 1917 года. Она стала первой японской подводной лодкой, имеющей палубное орудие. Для Японии лодки заказывались по кораблестроительной программе 1910 года и получили обозначение тип S. В 1920 году вместо реквизированной на верфи Куре была построена лодка по немного изменённому проекту S2. Корабль имел удлиненный на 2 метра корпус и только пару поворотных ТА в надстройке, что улучшило обитаемость и автономность. Дизельные двигатели для неё были импортированы из Франции.

## Представители
| Обозначение                                 | Дата и место закладки                                 | Дата спуска на воду | Вступление в строй | Вооружение                                                                                         | История службы |
| ------------------------------------------- | ----------------------------------------------------- | ------------------- | ------------------ | -------------------------------------------------------------------------------------------------- | --- |
| № 14 L'Armide (S D 1)                       | 1912 «Chantier Schneider et Cie», Шалон-сюр-Сон       | 11.11.1913          | 25.06.1916         | 1 × 37 мм пушка и пулемёт 2 × 450 мм носовых ТА 2 × 2 × 450 мм поворотных ТА 8 торпед              | Реквизирована 3.08.1915. Переведена для достройки на ферфь «Arsenal de Toulon» в Тулоне 10.08.1915. Имя «L'Armide» получила 14.08.1915. Выведена в резерв 8.05.1933. Списана 27.08.1935. Продана на слом в Бизерте господам Боккара (Boccara) и Скалабрино (Scalabrino) 15.02.1936. |
| X L'Antigone (S D 3)                        | 1912 «Forges et Chantiers de la Gironde», Бордо       | 10.1916             | 18.06.1917         | 2 × пулемёта 2 × 450 мм носовых ТА 2 × 450 мм поворотных ТА 6 торпед                               | Реквизирована 3.08.1915. Имя «L'Antigone» получила 14.08.1915. Разоружена 19.05.1927. Списана 31.08.1927. Продана на слом в Бизерте господам Боккара (Boccara) и Скалабрино (Scalabrino) за 212850 франков 2.05.1929.                                                               |
| PS Amazone (S D 4) Amazone 2 (с 20.04.1928) | 1913 «Forges et Chantiers de la Gironde», Бордо       | 08.1916             | 18.06.1917         | 2 × пулемёта 2 × 450 мм носовых ТА 2 × 450 мм поворотных ТА 6 торпед                               | Реквизирована 3.08.1915. Имя «Amazone» получила 14.08.1915. Законсервирована в Бизерте 17.06.1927. Выведена в резерв и разоружена 24.07.1935. Списана 27.08.1935. Продана на слом в Бизерте господам Боккара (Boccara) и Скалабрино (Scalabrino) 14.02.1936.                        |
| № 15 (S D 2) HA-10 (с 1.11.1924)            | 20.11.1913 «Chantier Schneider et Cie», Шалон-сюр-Сон | 8.07.1915           | 20.07.1917         | 1 × пулемёт 1 × 76,2 мм пушка (с 1919) 2 × 450 мм носовых ТА 2 × 2 × 450 мм поворотных ТА 8 торпед | В Японию прибыла 15.06.1916. Списана 1.12.1929. |
| № 14 (II) HA-9 (с 1.11.1924)                | 3.03.1918 «Kure Kaigun Kosho», Куре                   | 8.07.1918           | 30.04.1920         | 1 × пулемёт 1 × 76,2 мм пушка (с 1919) 2 × 450 мм носовых ТА 2 × 450 мм поворотных ТА 8 торпед     | Списана 1.12.1929. |